# Alfa Romeo
Alfa Romeo Automobiles S.p.A. (phát âm tiếng Ý: [ˈalfa roˈmɛːo]) là một hãng chế tạo ô tô của Ý. Được thành lập ngày 24 tháng 6 năm 1910 tại Milan với tên gọi A.L.F.A. (Anonima Lombarda Fabbrica Automobili), công ty đã tham gia các giải đua ô tô kể từ 1911, và giành được nhiều tên tuổi trong việc sản xuất xe hơi thể thao đắt tiền. Từ 1932 đến 1986 công ty thuộc sở hữu của công ty quốc doanh Istituto per la Ricostruzione Industriale và trở thành một phần của tập đoàn Fiat và từ tháng 2 năm 2007 thuộc Fiat Group Automobiles S.p.A.
Công ty được thành lập vào ngày 24 tháng 6 năm 1910 tại Milan, Ý, với tên gọi A.L.F.A. — viết tắt của Anonima Lombarda Fabbrica Automobili (tạm dịch: Nhà máy sản xuất ô tô Lombardy vô danh) — bởi Cavaliere Ugo Stella, nhằm mua lại tài sản của chi nhánh đang lâm vào khó khăn tại Ý của hãng xe Pháp Darracq, nơi ông từng là nhà đầu tư kiêm quản lý. Chiếc xe đầu tiên của công ty là mẫu 24 HP, do Giuseppe Merosi thiết kế, đã đạt thành công về mặt thương mại và tham gia giải đua sức bền Targa Florio năm 1911. Vào tháng 8 năm 1915, ALFA được doanh nhân và kỹ sư người Napoli là Nicola Romeo mua lại, người đã mở rộng mạnh mẽ hoạt động của công ty sang máy móc hạng nặng và động cơ máy bay. Đến năm 1920, công ty chính thức đổi tên thành Alfa Romeo, và mẫu xe Torpedo 20–30 HP là chiếc đầu tiên mang thương hiệu mới này.
Trong suốt thập niên 1920, Alfa Romeo đã sản xuất nhiều mẫu xe đường phố và xe đua thành công, và có mặt nổi bật trong các sự kiện đua xe lớn tại châu Âu — đáng chú ý là chiến thắng tại mùa giải Grand Prix năm 1925, giúp hãng giành chức vô địch Nhà sản xuất thế giới đầu tiên do AIACR tổ chức. Tuy nhiên, công ty sớm rơi vào khủng hoảng tài chính, dẫn đến sự ra đi đầy tranh cãi của Nicola Romeo vào năm 1928 và việc chính phủ Ý tiếp quản Alfa Romeo vào năm 1933. Dưới sự điều hành của tổ chức công nghiệp Institute per la Ricostruzione Industriale (IRI), Alfa Romeo ban đầu vẫn tiếp tục sản xuất các dòng xe sang tùy chỉnh đặc trưng của mình. Nhưng sau những khó khăn tài chính do Chiến tranh Thế giới thứ hai gây ra, hãng đã chuyển hướng sang sản xuất hàng loạt các mẫu xe cỡ nhỏ. Năm 1954, Alfa Romeo ra mắt dòng Giulietta – dòng xe gia đình – và phát triển động cơ nổi tiếng Alfa Romeo Twin Cam, được sản xuất liên tục cho đến năm 1994.
Alfa Romeo trở nên nổi tiếng với việc sản xuất các dòng xe phổ thông, nhưng vẫn kết hợp được thẩm mỹ và hiệu suất như các thương hiệu xe thể thao và xe sang. Dù sở hữu hình ảnh thương hiệu mạnh và chiếm thị phần đáng kể trong phân khúc xe hiệu năng cao tại châu Âu, đến những năm 1970, công ty bắt đầu hoạt động thua lỗ, khiến tổ chức IRI phải bán Alfa Romeo cho tập đoàn Fiat vào năm 1986. Kể từ đó, Alfa Romeo vẫn duy trì bản sắc và thương hiệu riêng biệt, dù trải qua nhiều lần thay đổi chủ sở hữu — bao gồm việc Fiat sáp nhập với Chrysler (Mỹ) vào năm 2014 để hình thành Fiat Chrysler Automobiles (FCA), và sau đó FCA sáp nhập với tập đoàn PSA (Pháp) vào năm 2021, tạo thành Stellantis.
Alfa Romeo tham gia tích cực vào nhiều bộ môn đua xe thể thao — bao gồm đua Grand Prix, Công thức 1 (F1), đua xe thể thao (sportscar), đua xe du lịch (touring car) và đua rally — với nhiều thành tích đã góp phần tạo nên hình ảnh thể thao mạnh mẽ cho thương hiệu. Enzo Ferrari thành lập đội đua Scuderia Ferrari vào năm 1929 như một đội đua của Alfa Romeo, trước khi ông tự thành lập hãng xe thể thao mang tên mình (Ferrari) vào năm 1939.

## Lịch sử

### Tên gọi
Tên của công ty là sự kết hợp giữa tên ban đầu “A.L.F.A.” (viết tắt của "Anonima Lombarda Fabbrica Automobili" – nghĩa là “Nhà máy sản xuất ô tô Lombardy vô danh”) và họ của doanh nhân Nicola Romeo, người đã tiếp quản công ty vào năm 1915.

### Thành lập và những năm đầu tiên

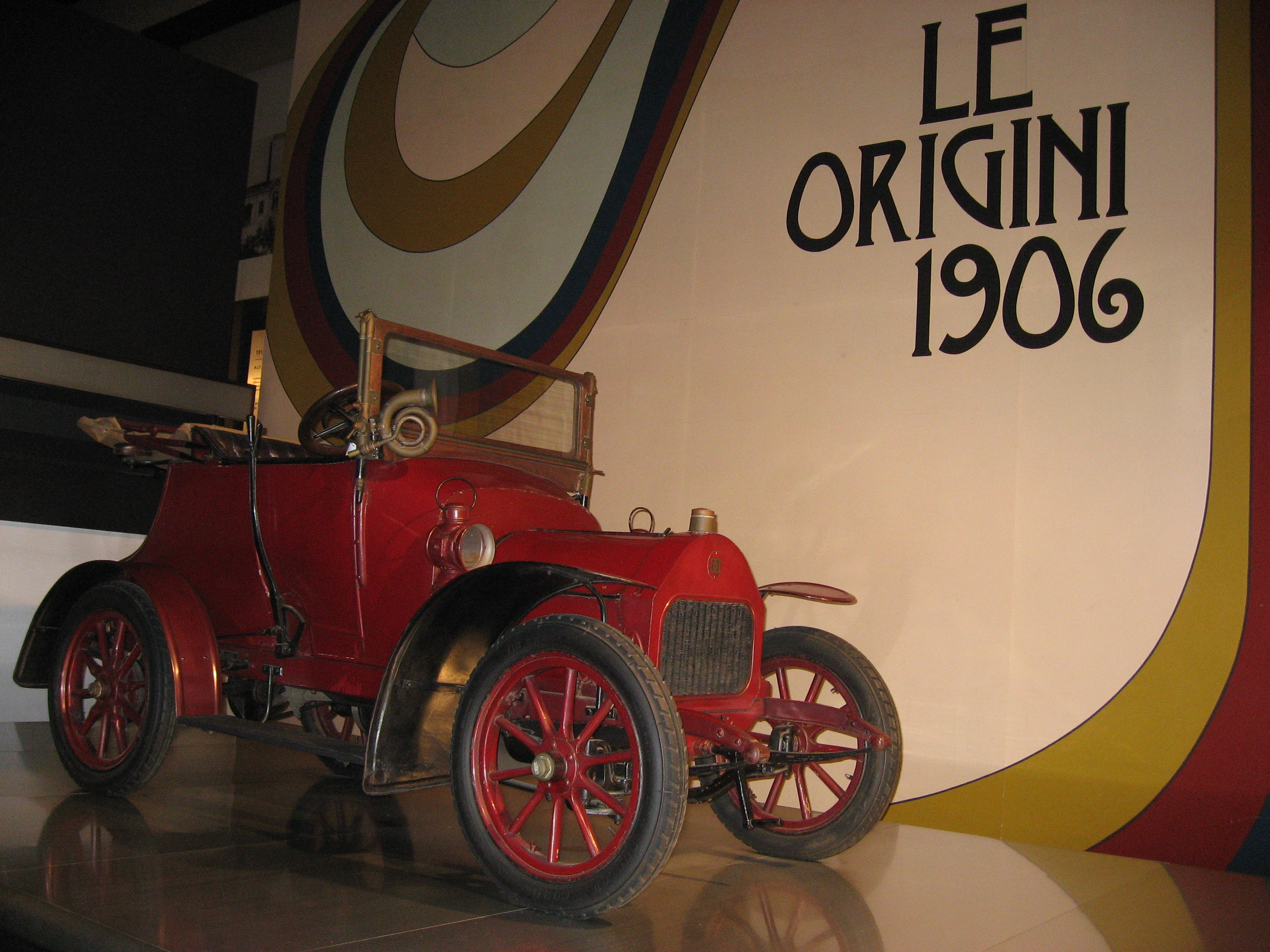
Một chiếc Darracq 8/10 HP 1908 được lắp ráp bởi người tiền nhiệm của Alfa Romeo, Darracq Italiana

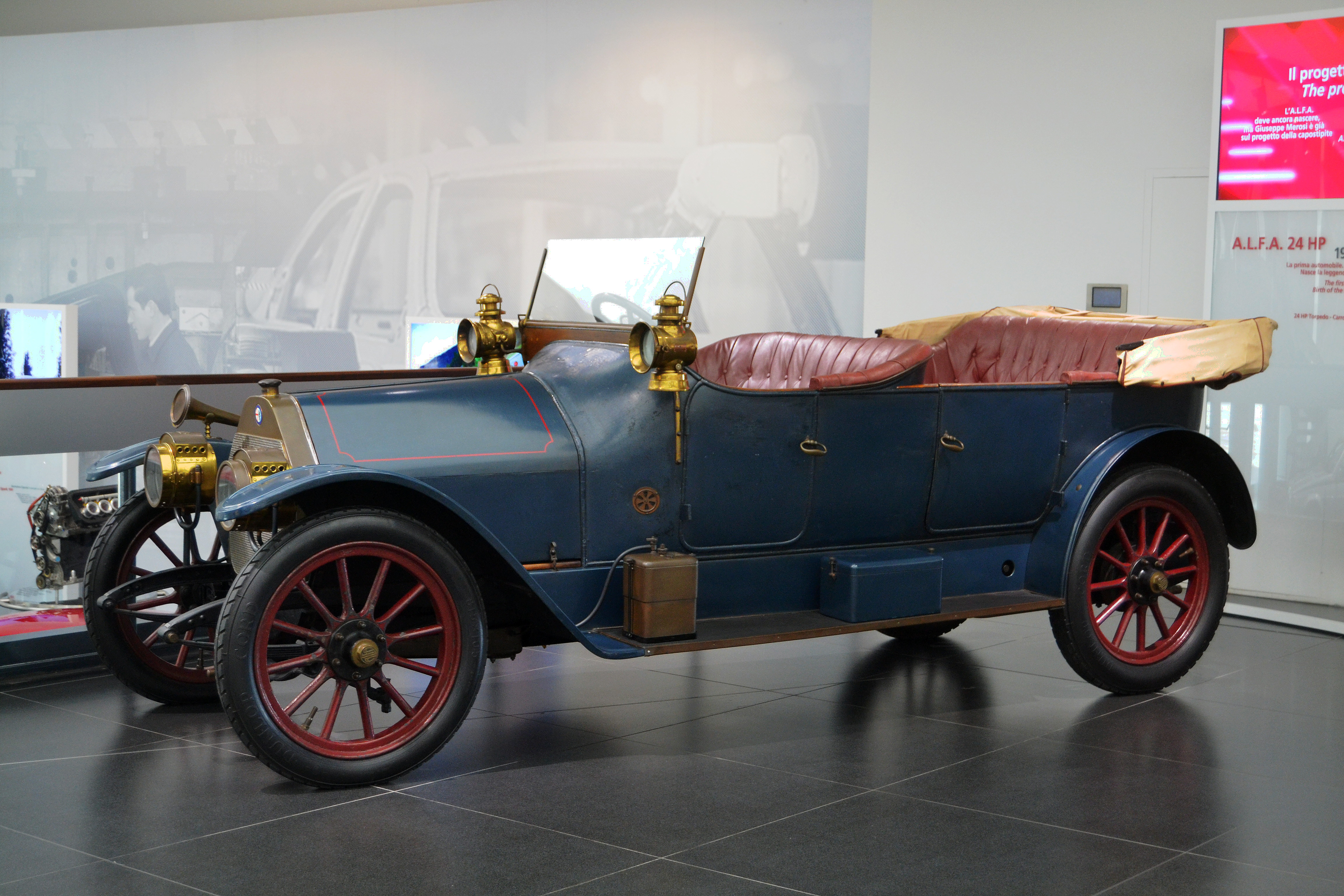
Chiếc A.L.F.A. 24 mã lực (có thân xe ngư lôi Castagna) là chiếc ô tô đầu tiên được Anonima Lombarda Fabbrica Automobili (A.L.F.A.) sản xuất vào năm 1910.

Tòa nhà nhà máy đầu tiên của A.L.F.A. được đặt tại cơ sở ban đầu của Società Anonima Italiana Darracq (SAID) – công ty được thành lập năm 1906 bởi hãng xe Pháp của Alexandre Darracq, cùng một số nhà đầu tư người Ý. Một trong số đó là Cavaliere Ugo Stella, một quý tộc đến từ Milan, người đã trở thành chủ tịch của SAID vào năm 1909. Ban đầu, công ty định đặt nhà máy tại Napoli, nhưng ngay cả trước khi khởi công xây dựng, Darracq đã quyết định vào cuối năm 1906 rằng Milan phù hợp hơn. Do đó, họ đã mua một khu đất tại vùng ngoại ô Portello của Milan để xây dựng một nhà máy mới với diện tích 6.700 mét vuông (8.000 thước Anh vuông). Vào cuối năm 1909, xe Darracq phiên bản Ý bán rất chậm, khiến công ty bị giải thể. Ugo Stella, cùng với các nhà đầu tư người Ý khác, đã thành lập một công ty mới có tên là A.L.F.A. (Anonima Lombarda Fabbrica Automobili), và mua lại toàn bộ tài sản của chi nhánh Darracq tại Ý đang giải thể. Chiếc xe đầu tiên do A.L.F.A. sản xuất là mẫu 24 HP năm 1910, do Giuseppe Merosi thiết kế — ông được thuê vào năm 1909 để phát triển các mẫu xe phù hợp hơn với thị trường Ý. Merosi sau đó tiếp tục thiết kế một loạt xe mới cho A.L.F.A., với động cơ mạnh mẽ hơn, như mẫu 40–60 HP. A.L.F.A. bắt đầu bước vào đua xe thể thao, với hai tay đua Franchini và Ronzoni tham gia giải Targa Florio năm 1911 với hai chiếc xe 24 mã lực. Năm 1914, A.L.F.A. phát triển một mẫu xe Grand Prix tiên tiến – GP1914, trang bị động cơ 4 xy-lanh, trục cam kép (DOHC), 4 van mỗi xy-lanh và hệ thống đánh lửa đôi. Tuy nhiên, Chiến tranh Thế giới thứ nhất bùng nổ đã khiến việc sản xuất ô tô tại A.L.F.A. bị gián đoạn suốt 3 năm.
Vào tháng 8 năm 1915, công ty chuyển sang quyền điều hành của doanh nhân người Napoli – Nicola Romeo, người đã chuyển đổi nhà máy để sản xuất thiết bị quân sự phục vụ cho quân đội Ý và phe Đồng minh trong chiến tranh. Trong thời gian chiến tranh, nhà máy được mở rộng quy mô lớn, sản xuất đạn dược, động cơ máy bay, các linh kiện khác, cũng như máy nén khí và máy phát điện dựa trên nền tảng động cơ ô tô sẵn có của công ty. Sau chiến tranh, Nicola Romeo đã đầu tư lợi nhuận thu được từ chiến tranh để mua lại các nhà máy chế tạo đầu máy xe lửa và toa tàu ở:
- Saronno (Công ty Costruzioni Meccaniche di Saronno),
- Rome (Công ty Officine Meccaniche di Roma),
- Napoli (Công ty Officine Ferroviarie Meridionali),

và sáp nhập chúng vào tài sản sở hữu A.L.F.A. của ông.
| Năm  | Xe  | Xe công nghiệp |
| ---- | --- | -------------- |
| 1934 | 699 | 0              |
| 1935 | 91  | 211            |
| 1936 | 20  | 671            |
| 1937 | 270 | 851            |
| 1938 | 542 | 729            |
| 1939 | 372 | 562            |

Việc sản xuất xe hơi ban đầu không được xem xét, nhưng đã được tái khởi động vào năm 1919 vì còn lại linh kiện để hoàn thiện 105 chiếc xe tại nhà máy A.L.F.A. kể từ năm 1915. Năm 1920, công ty đổi tên thành Alfa Romeo, với mẫu xe Torpedo 20–30 HP là chiếc đầu tiên mang thương hiệu mới này. Thành công đầu tiên của hãng đến vào năm 1920 khi Giuseppe Campari giành chiến thắng tại Mugello, và tiếp tục với vị trí thứ hai ở giải Targa Florio do Enzo Ferrari điều khiển. Giuseppe Merosi tiếp tục giữ vai trò trưởng bộ phận thiết kế, và công ty tiếp tục sản xuất các mẫu xe đường phố vững chắc cũng như xe đua thành công, trong đó có các mẫu 40–60 HP và RL Targa Florio.
Năm 1923, Vittorio Jano được mời rời khỏi Fiat, một phần nhờ sự thuyết phục của tay đua trẻ Enzo Ferrari thuộc Alfa Romeo, để thay thế Merosi làm trưởng bộ phận thiết kế tại Alfa Romeo. Chiếc xe Alfa Romeo đầu tiên dưới sự thiết kế của Jano là mẫu P2 Grand Prix, giúp Alfa Romeo giành chức vô địch thế giới đầu tiên dành cho xe Grand Prix vào năm 1925.  Về xe đường phố, Jano phát triển một loạt động cơ 4, 6 và 8 xy-lanh thẳng hàng, dung tích nhỏ đến trung bình, dựa trên khối động cơ của P2. Những động cơ này định hình cấu trúc động cơ của hãng với các đặc điểm: kết cấu hợp kim nhôm nhẹ, buồng đốt hình bán cầu, bugi đặt ở vị trí trung tâm, hai dãy van trên mỗi dãy xy-lanh, và trục cam kép đôi (DOHC). Thiết kế của Jano vừa mạnh mẽ vừa đáng tin cậy.
Enzo Ferrari thể hiện tài năng quản lý đội đua tốt hơn là tay lái, và khi đội đua nhà máy được tư nhân hóa, nó trở thành Scuderia Ferrari. Khi Ferrari rời Alfa Romeo, ông bắt đầu xây dựng hãng xe của riêng mình. Tazio Nuvolari thường lái xe cho Alfa và giành nhiều chiến thắng trước Chiến tranh Thế giới thứ hai.

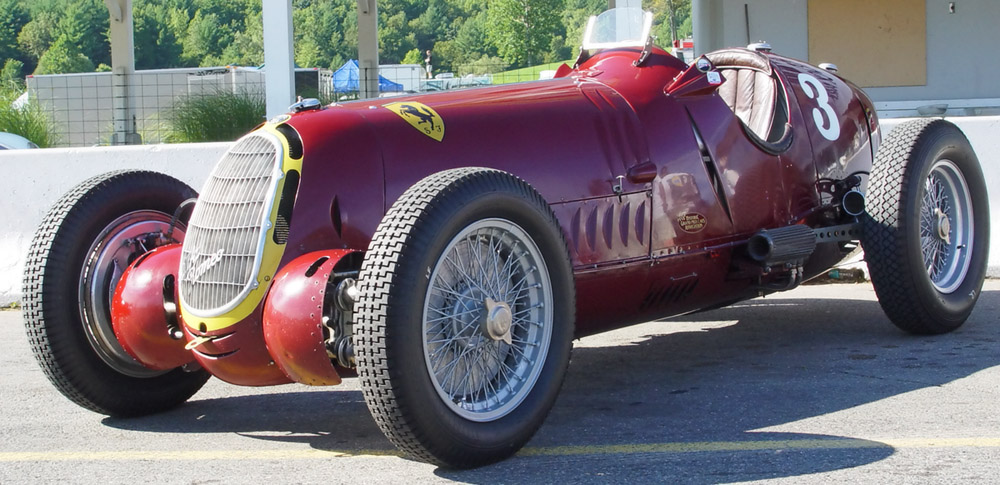
Alfa Romeo 8C 2900 Scuderia Ferrari

Năm 1928, Nicola Romeo rời công ty, và năm 1933, Alfa Romeo được chính phủ cứu trợ và kiểm soát hiệu quả. Alfa Romeo trở thành công cụ của nước Ý dưới thời Mussolini, trở thành biểu tượng quốc gia. Trong thời kỳ này, hãng sản xuất những chiếc xe đặt riêng cho giới giàu có, với thân xe thường do Carrozzeria Touring hoặc Pininfarina thiết kế. Thời kỳ này đạt đỉnh cao với các mẫu xe đua Alfa Romeo 2900B Type 35.
Nhà máy Alfa (đã được chuyển đổi trong thời chiến để sản xuất động cơ Macchi C.202 Folgore — phiên bản động cơ Daimler-Benz 600 series được sản xuất theo giấy phép) đã bị bom đánh phá trong Chiến tranh Thế giới thứ hai và gặp nhiều khó khăn để trở lại trạng thái có lãi sau chiến tranh. Các dòng xe sang trọng đã bị loại bỏ. Thay vào đó, hãng bắt đầu sản xuất các mẫu xe nhỏ, sản xuất hàng loạt, bắt đầu từ năm 1954 với việc ra mắt dòng Giulietta gồm các phiên bản sedan (berline), coupe và xe mui trần hai chỗ. Cả ba mẫu này đều sử dụng chung loại động cơ Alfa Romeo Twin Cam 4 xi-lanh đặt trên đầu (overhead), ban đầu có dung tích 1300 cc. Động cơ này sau đó được nâng dung tích lên 2000 cc và tiếp tục được sản xuất cho đến năm 1995.
Khi tôi thấy một chiếc Alfa Romeo đi qua, tôi thường ngả mũ chào.— Henry Ford nói với Ugo Gobbato năm 1939